# Cidade Imperial (Pequim)

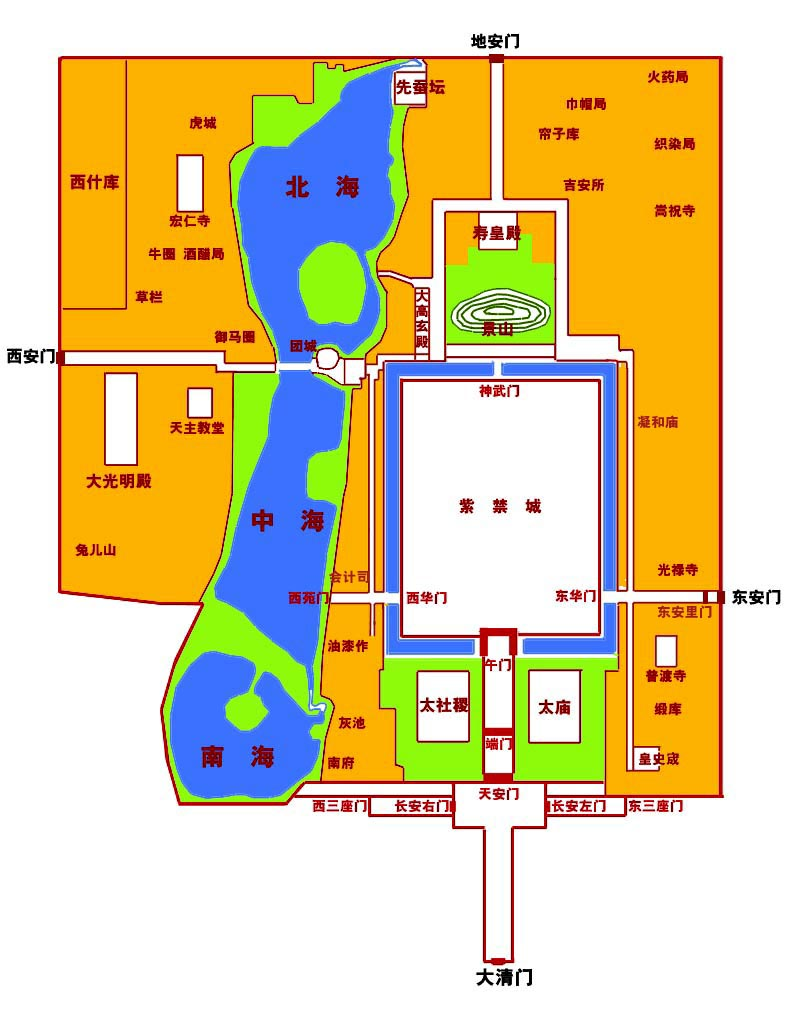
Esboço da Cidade Imperial de Pequim.

Localização da Cidade Imperial de Pequim.

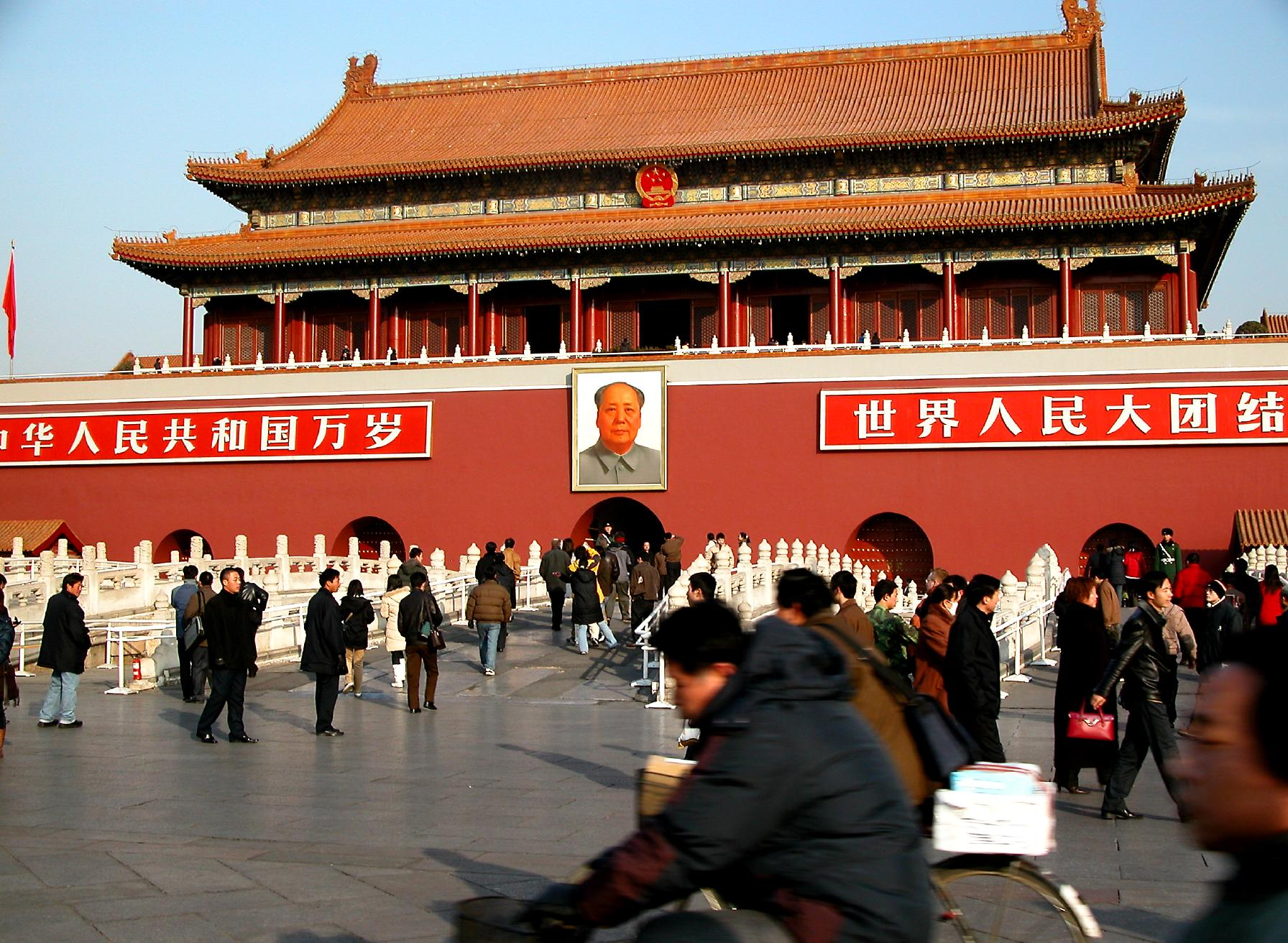
Tiananmen, o Portão da Cidade Imperial.

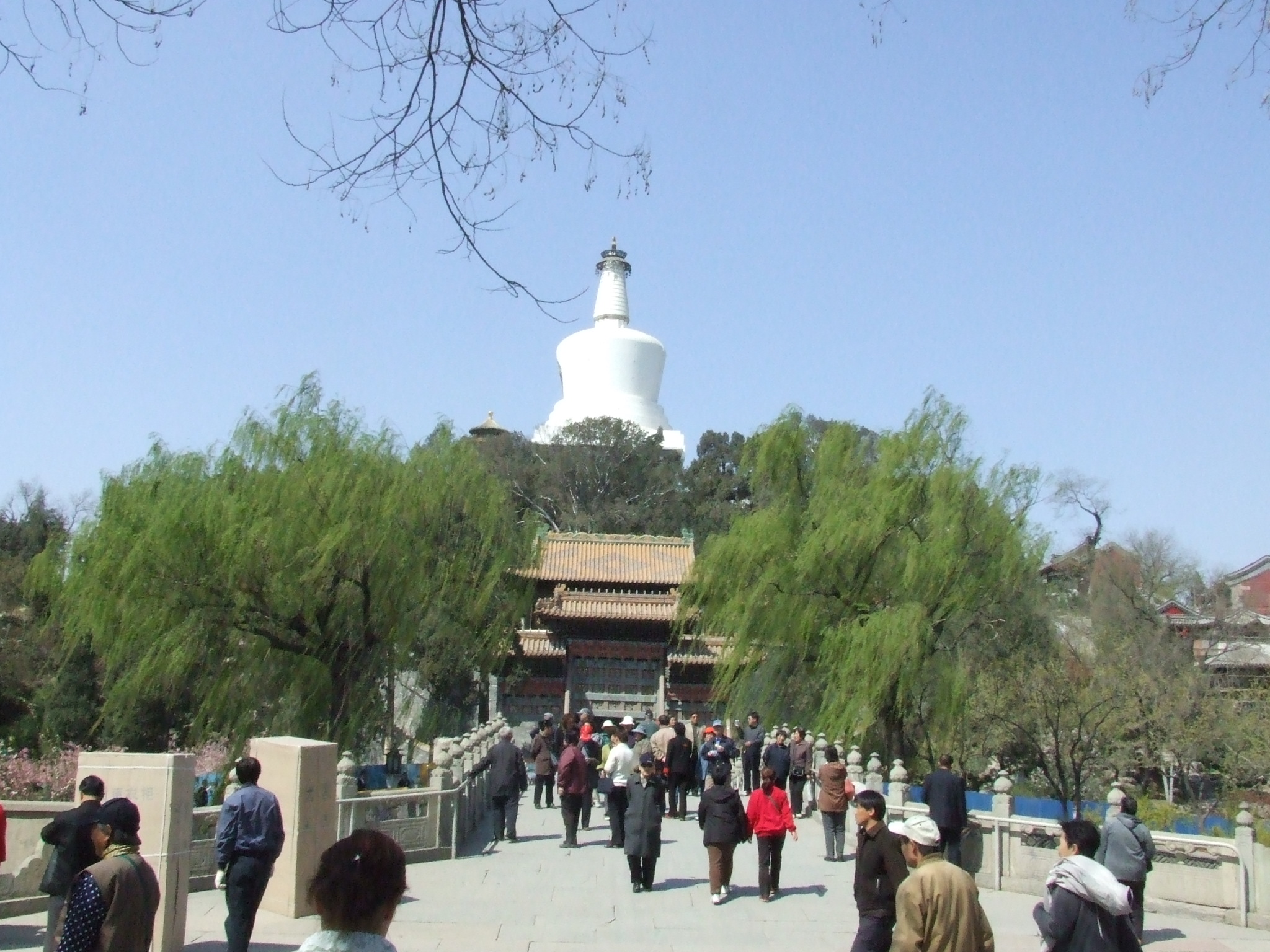
O Parque Beihai, uma grande jardim imperial que consiste em lagos que cobrem muita da Cidade Imperial.

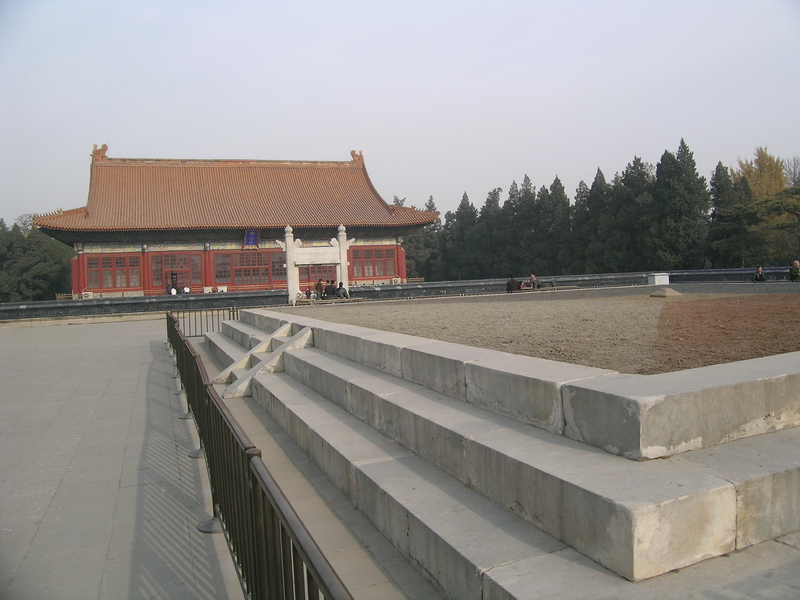
O "Altar da Terra e das Colheitas" construído em 1421, situado nos terrenos do Parque Zhongshan, outro jardim imperial na Cidade Imperial.

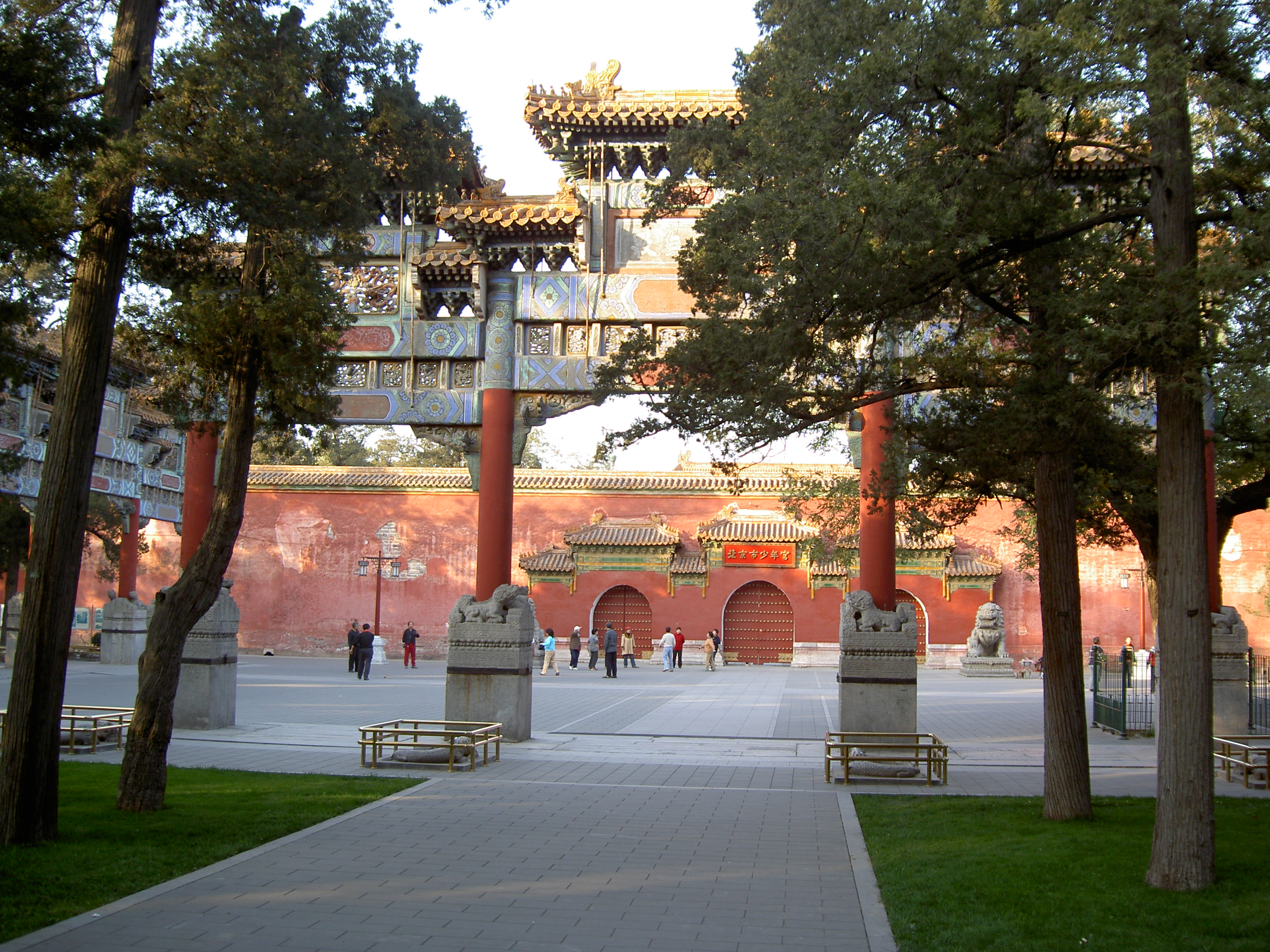
O Jingshan, consiste em cinco picos a norte do eixo da Cidade Proibida.

A Cidade Imperial (Chinês: 北京皇城; Pinyin: Běijīng Huángchéng; Manchu: Dorgi hoton, literalmente " O centro da cidade) era a secção da cidade de Pequim que na dinastia Ming e Qing, tinha a Cidade Proibida no seu centro. Refere-se a colecção de jardins, santuários, e outros serviços entre a Cidade Proibida e o centro da cidade da antiga cidade de Pequim. A Cidade Imperial estava cercada por uma muralha e só era acessível através de seis portões que incluiam locais históricos tais como, a Cidade Proibida, o Parque Beihai, o Parque Zhongshan, Jingshan,o Templo Ancestral Imperial, Xiancantan e Zhongnanhai.

## Construção
Na Dinastia Yuan Pequim era conhecida por Dadu, e a Cidade Imperial formava o centro da cidade.
Em 1368, o exercito Ming Conquistou Dadu, e mudou o seu nome para Pequim (dois caracteres que significavam "norte" e "sul" ou "pacificada) e capital mudou-se para Nanjing. Porque a Cidade Imperial ficou danificada pela batalha, a maior parte da Cidade Imperial sobreviveu à guerra, no entanto, em 1369, O Imperador Hongwu ordenou que a Cidade Imperial fosse demolida.
Em 1370 Zhu Di, o quarto filho do Imperador Hongwu, criou o Príncipe de Yan. Em 1379  ele construiu um esplêndido palácio dentro da Cidade Imperial Yuan.]
Em 1399, Zhu Di lançou um golpe de estado para subir ao trono e tornar-se no Imperador Yongle em 1402. Em 1403, o nome foi mudado de Beiping para Beijing (literalmente " A Capital do Norte"), e em 1406  foi elaborado um plano se deslocar a capital para Pequim
Em 1416, a construção da Cidade Proibida começou, copiando alguns dos melhores palácios existentes em Nanjing. O novo palácio imperial foi colocado a leste do palácio de Yuan, para coloca-lo na posição "White Tiger" ou "Kill" em feng shui. Também por causas feng shui, a terra cavada na construção do fosso foi usada para construir o Parque Jingshan, a norte do Palácio Imperial.
Com base na Cidade Imperial Yuan, área foi expandida para englobar os lagos de Zhongnanhai e Beihai e uma área significativa por detrás dele.

## Dinastia Ming
O Centro da Cidade Imperial era a Cidade Proibida. Para oeste são os Zhongnanhai e Beihai, que estão rodeados por vários jardins imperiais mais conhecidos por Parque Oeste.
Para o sul da Cidade Proibida está o Santuário da Família Imperial também conhecido Templo Ancestral Imperial (太庙) e o Santuário do Estado (太社稷). Mais a sul era o "Corredor de Mil Passos", entre ambos estavam escritórios governamentais.
Há seis portões nas muralhas da Cidade Imperial. Para sul está a Grande Porta Ming (mais tarde renomeada Grande Porta Qing, Porta da China). Por detrás da Grande Porta Ming está o Chengtianmen, (mais tarde renomeado Tian'anmen, "Portão da Paz Celestial"). Para o outro lado do Tian'anmen está a Porta Esquerda Chang'an e a Porta Direita Chang'an. Para leste está o Donganmen ("Portão da Paz do Leste"). Para norte é o Houzaimen (mais tarde renomeado Di'anmen, "Portão da Paz Terrestre").
Também alojados na Cidade Imperial estavam um número de serviços comunitários para o Palácio Imperial, armazéns, templos taoístas e uma palácio para o Neto Imperial.

## Dinastia Qing
Após a queda da Dinastia Ming, os governantes Qing removeram a maioria dos edifícios comunitários. Para além de uma pequena área em torno dos lagos Zhongnanhai e Beihai, a parte ocidental da Cidade Imperial foi oferecida aos príncipes e membros das Oito Bandeiras como terrenos residenciais. Para a colecção de Templos nas Cidade Imperial foi adicionada uma Igreja Católica na costa ocidental do Zhongnanhai.

## Da República da China ao presente
Após a queda da Dinastia Qing em 1912, o governo da República Popular da China apoderou-se da Cidade Imperial.
O Zhongnanhai foi, durante algum tempo, convertido no Palácio Presidencial. Os Santuários Imperiais tornaram-se parte do Museu do Palácio. O Beihai e o Jingshan tornaram-se parques públicos. A maioria dos antigos templos e armazéns imperiais tornaram-se gradualmente residências privadas.
Em 1912, durante um Golpe de Estado chefiado por Cao Kun, o Portão Donganmen foi destruído por um fogo. Em 1914 o Corredor de um Mil Passos foi demolido para abrir caminho para o Parque Zhongnanhai, nomeado após Sun Yat-sen. Em 1915, a fim de melhorar o tráfego, grande parte da muralha em torna da Cidade Imperial foi demolida. Depois da capital ser transferida Nanjing, Zhongnanhai tornou-se num parque público.
Em 1949, a República Popular da China foi estabelecida em Pequim. Nos anos posteriores, a Porta da China foi demolida, a Porta Esquerda Chang'an e a Porta Direita Chang'an, as três remanescentes orientais e ocidentais portas, e Di'anmen foram demolidas. Zhongnanhai tornou-se no complexo de edifícios central do novo governo, abrigando a sede do Partido Comunista da China e do Conselho de Estado. Muitos dos edifícios sobreviventes do antigo jardim foram demolidos.
A área a oeste Parque Beihai foi ocupada pelo Departamento da Defesa, com uma grande edifício que passou a dominar o horizonte do parque.
A maioria dos templos na Cidade Imperial foram ocupados por unidades do Exército de Salvação Popular. Alguns desses edifícios continuam ocupados e estão em grave estado de degradação.
Nas recente década, o município de Pequim tem restaurado vários templos, e estabeleceu um parque ao redor das restantes muralhas da Cidade Imperial. Os Planos foram elaborados para retirar as vários instituições que ocupam esses edifícios históricos e recoloca-las. Em 2004, a portaria 1984 relatou a construção e renovação da Cidade Imperial área a norte da cidade para estabelecer uma " zona tampão" para Cidade Proibida. Em 2005, foi lançada uma proposta para incluir a Cidade Imperial e Beihai como itens de extensão da Cidade Proibida como Património Mundial da UNESCO.